# Giovanni Bonmartini
Giovanni Bonmartini (Padova, 1896 – Roma, ...) è stato un militare, aviatore e imprenditore italiano, fondatore insieme a Luigi Garrone della Compagnia Nazionale Aeronautica e, con Giovanni Pegna, della Società Pegna-Bonmartini di costruzioni aeronautiche. Fu valente corridore automobilista non professionista, partecipando a molte gare automobilistiche dove ottenne ottimi risultati. Nel 1926 finanziò l'attività di due giovani ingegneri, Carlo Gianini e Piero Remor, fondando la GBR (acronimo di Gianini Bonmartini Remor) ditta produttrice della motocicletta CNA Rondine 500. Tra il 1927 e il 1928, insieme al principe Massimiliano Lancelotti, costruì su iniziativa privata l'aeroporto del Littorio, cui poi venne integrato l'omonimo circuito automobilistico.

## Biografia

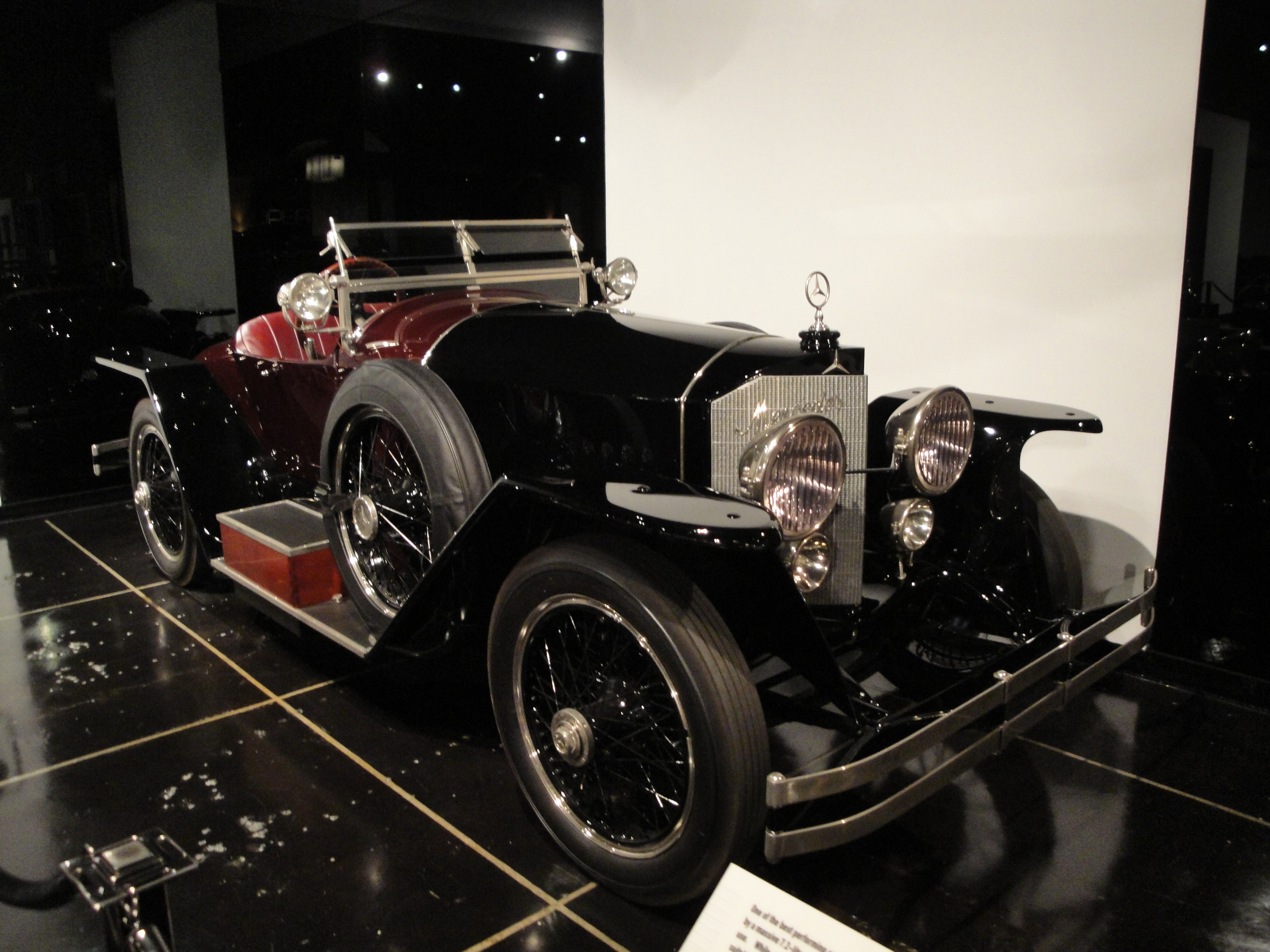
Una Mercedes 28/95 PS Targa Florio in mostra statica.

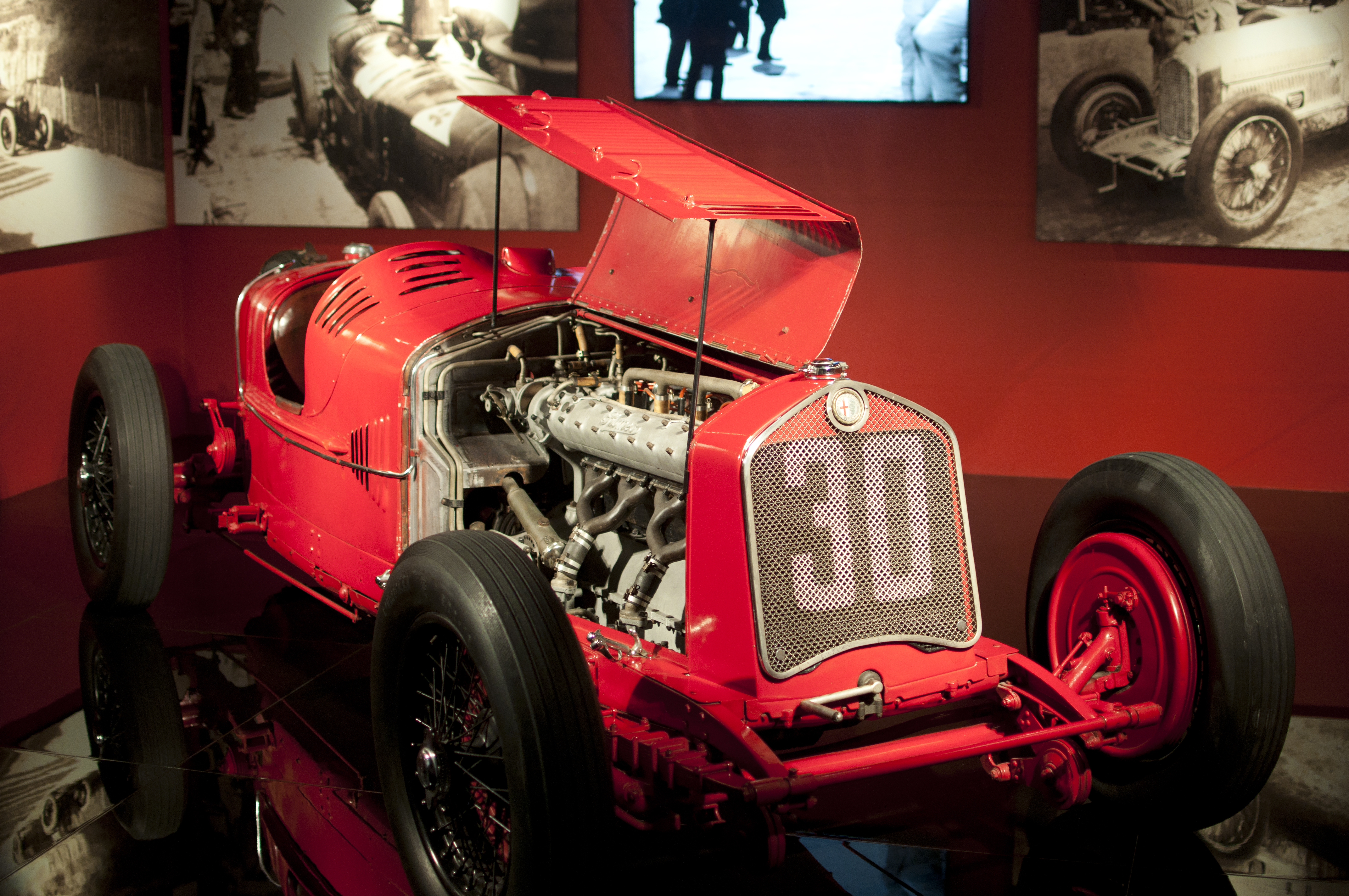
Una Alfa Romeo P2 esposta presso il Museo Nazionale dell'Automobile di Torino.

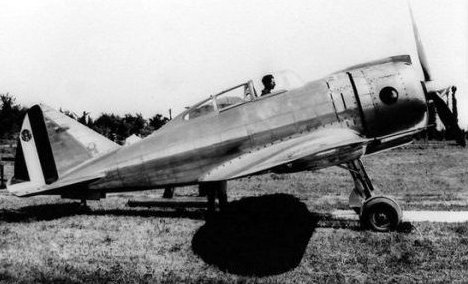
Il velivolo da caccia Reggiane Re.2000 Falco I.

Nacque a Padova nel 1896, figlio di Francesco. Partecipò alla prima guerra mondiale come sottotenente, assegnato al Corpo della Croce Rossa Italiana distinguendosi come conducente di ambulanza e venendo decorato con una Medaglia di bronzo al valor militare.
Divenuto tenente, insieme a Gabriele D'Annunzio prese parte all'impresa di Fiume, dove fu membro, insieme all'americano Henry Furst e agli italiani Eugenio Coselschi e Ludovico Toeplitz, dell'Ufficio Relazioni Esteriori (URE) diretto dal belga Léon Kochnitzky.
Al rientro da Fiume fondò, insieme a Luigi Garrone, la Cooperativa Nazionale Aeronautica. Rientrato in Italia decorato con la Medaglia commemorativa della spedizione di Fiume in oro, insieme a Garrone i due raccolsero in poco tempo l'adesione alla CNA di circa 400 tra piloti, motoristi e meccanici, e tra i piloti molti di loro avevano acquistato un proprio aeroplano tra quelli dismessi dal Servizio Aeronautico al termine del primo conflitto mondiale. Alla fine del 1920 la CNA disponeva di 7 aerocentri e di una grande flotta di velivoli, ma il mercato dell'aviazione civile italiana era molto ristretto a causa delle difficoltà finanziarie del Paese.
Insieme a Garrone decise di rivolgersi al mercato estero, e in occasione della visita in Italia di una delegazione commerciale della Repubblica Socialista Federativa Sovietica Russa propose loro l'apertura di una compagnia aerea civile transnazionale per gestire una linea aerea verso la Russia, e per questo fatto fu soprannominato Conte bolscevitizzante. Il protocollo stipulato vedeva l'apertura di una linea aerea da Roma a Mosca, con scali tecnici a Zara, Belgrado, Bucarest e Odessa e una prima fornitura di due velivoli Fiat A.R.F. da consegnare a Mosca durante un volo dimostrativo. Il 21 ottobre 1921 i due aerei decollarono dall'aeroporto di Campoformido, ma a causa di un probabile sabotaggio si schiantarono presso Tolmino, causando la morte dell'equipaggio formato da Luigi Garrone e Giovanni Strata, e il ferimento di quello composto da Enrico Massi e Paolo Benvenuti. 
Morto in servizio Garrone, il 28 novembre dello stesso anno la Compagnia si trasformò in una società per azioni con la designazione di Compagnia Nazionale Aeronautica, di cui divenne Presidente, e sotto la sua direzione moltiplicò le attività. In società con Giovanni Pegna nel 1922 aprì uno stabilimento di costruzioni aeronautiche nella Capitale, in zona Porta San Paolo, che fu denominato Società Pegna-Bonmartini, e una agenzia di informazioni aeronautiche, L'Aerea, prima del suo genere in Italia. A partire dal marzo 1922 mise la propria flotta aerea a disposizione del fascismo, e partecipò alla Marcia su Roma al comando della Squadriglia del Gruppo Fascisti Aviatori costituita dagli unici aerei efficienti della CNA che fu citata all'ordine del giorno.
In quello stesso anno pubblicò due interessanti volumetti a carattere aviatorio, fu tra i fondatori, e tra i membri del Consiglio direttivo, dell'Automobile Club di Roma. Il 13 aprile 1924, al volante di una Mercedes 28/95hp vinse la Coppa Gallega disputatasi a Roma sulla pista della Merluzza sita nelle immediate vicinanze della Via Cassia, a Roma, e il 14 luglio, sempre al volante di una Mercedes, si classificò al secondo posto nella Coppa Tito Acerbo, dietro a Enzo Ferrari su Alfa Romeo RL Targa Florio 1924. Nel marzo 1926 corse la seconda edizione del Gran premio automobilistico della Capitale, classificandosi al terzo posto su una Alfa Romeo P2. Egli era uno sportivo e un tecnico di valore, oltre che corridore automobilista e pilota di aerei, e sempre nel 1926 finanziò l'attività di due giovani ingegneri, Carlo Gianini e Piero Remor, fondando la GBR (acronimo di Gianini Bonmartini Remor) per la produzione di un avanzatissimo motore quadricilindrico raffreddato ad acqua. Lo sviluppo dei prototipi aveva dato risultati apprezzabili e la messa a disposizione delle officine CNA impresse una forte accelerazione ai progetti.
A partire dal 1 luglio 1927, insieme al principe Massimiliano Lancelotti, iniziò la costruzione dell'aeroporto del Littorio, che fu inaugurato il 21 aprile 1928 alla presenza di Benito Mussolini. L'attività aziendale della CNA procedeva brillantemente, quando alcune vicende politiche influirono sulla attività aziendale. Il 12 settembre 1929 il suo acerrimo nemico politico Italo Balbo fu nominato Ministro dell'aeronautica, e tra i primi provvedimenti presi vi fu l'azzeramento delle commesse militari alla CNA, e poi la sua successiva nazionalizzazione avvenuta all'inizio del 1935.
Nel tentativo di riabilitarsi politicamente, dal 1930 fu fautore della realizzazione dell'Autodromo del Littorio a Roma, con pista di 4.400 m, e cooperò alla costruzione della motocicletta carenata CNA Rondine 500, che il 19 novembre 1935 divenne detentrice del record mondiale di velocità, alla guida del corridore Piero Taruffi, raggiungendo i 244,870 km/h. Tra il 1930 e il 1931 fu Presidente della Federazione Italiana Cronometristi, fu amministratore delegato del quotidiano Il Giornale d'Italia, e per due anni pubblicò a Roma il giornale La Capitale Sportiva.
Dopo l'entrata in guerra del Regno d'Italia, avvenuta il 10 giugno 1940, fu richiamato in servizio nella Regia Aeronautica con il grado di maggiore. Recatosi in quei giorni in visita presso il Ministero degli esteri al diplomatico Alessandro Marieni Saredo espresse a quest'ultimo il suo punto di vista sul nuovo caccia Reggiane Re.2000, che secondo il suo parere si sarebbe dovuto adottare in linea, anche in una apposita versione aerosilurante. Marieni Seredo gli consigliò di parlarne al re Vittorio Emanuele III, cosa che lui fece ottenendone l'interessamento e la promessa di parlare della cosa il Capo del governo. Vittorio Emanuele III ne parlò effettivamente con Mussolini, che a sua volta ne parlò con il Capo di stato maggiore della Regia Aeronautica, generale Francesco Pricolo, il quale mise Bonmartini agli arresti per non aver seguito le vie gerarchiche.
Negli anni cinquanta progettò uno speciale carrello d'atterraggio cingolato per equipaggiare i Piper L-21B Super Cub dell'Aviazione Leggera dell'Esercito al fine di renderli idonei all'atterraggio su terreni fangosi e sassosi. Tale carrello fu provato a bordo di dell'L-21 (I-EIHT) dal capitano Gentile sull'aeroporto dell'Urbe, terminate con una capottata. Riprese dal capitano Valente le prove ebbero maggiore successo in quanto quest'ultimo adottò una diversa tecnica di atterraggio, ma il peso e l'ingombro aerodinamico dei cingoli ne sconsigliarono l'adozione.

## Pubblicazioni
- Per l'aeronautica civile: la soluzione del problema finanziario, Tip. editrice La Speranza, Roma, 1922.
- Dove il 24 giugno 1859 si è fatta l'Italia. La battaglia di S. Martino nella sua importanza storica, politica e militare, Tipografi A. Cordani, Milano, 1940.

### Annotazioni
1. ↑  Nel 1922 istituì la Coppa Bonmartini per modelli volanti, da lui donata all'Aero Club di Roma, con i relativi premi, e poi la Coppa del Littorio.
2. ↑  Gli studi di fattibilità erano stati avviati nel corso del 1925.
3. ↑  Nel tentativo di battere il record mondiale di velocità per motocicletta si pose personalmente alla guida della CNA Rondine 500, riportando però una rovinosa caduta e rimanendo leggermente ferito.

### Fonti
1. 1 2 3 4 5 6 7 8 9 10  Mancini 1936, p. 105.
2. ↑  Fiume.
3. ↑  Vento 2020, p. 162.
4. 1 2 3 4 5  Mancini 1936, p. 189.
5. 1 2 3 4  Passaporto Collezionismo.
6. ↑  Ferrari 2005, p. 21.
7. ↑  Ciampaglia 2012, p. 37.
8. ↑  Ciampaglia 2012, p. 93.
9. ↑  Dal Monte 2019, p. 181.
10. ↑  Dal Monte 2019, p. 178.
11. ↑  Il Messaggero.
12. 1 2  Marieni Saredo.
13. ↑  Ciampaglia 2012, p. 99.
14. ↑  Ciampaglia 2012, p. 113.
15. 1 2 3  Ferro 2014, p. 9.
16. 1 2 3  Tonicchi 1996, p. 58.
17. ↑   Bollettino ufficiale delle nomine, promozioni e destinazioni negli ufficiali e sottufficiali del R. esercito italiano e nel personale dell'amministrazione militare, 1926,  p. 1603. URL consultato il 1º gennaio 2021.